# ヴィヴィアン・リー
ヴィヴィアン・リー（Vivien Leigh, Lady Olivier、1913年11月5日 - 1967年7月8日）は、イギリスの女優。本名はヴィヴィアン・メアリ・ハートリー（Vivian Mary Hartley）。英領インド帝国の西ベンガル州出身。
1939年の映画『風と共に去りぬ』のスカーレット・オハラ役と1951年の映画『欲望という名の電車』のブランチ・デュボワ役でアカデミー主演女優賞を受賞した。後者では、1949年にロンドンのウェスト・エンドで上演された舞台版に引き続いて主演を演じた。また、1963年のブロードウェイ・シアターで上演されたミュージカル『トヴァリッチ』 (Tovarich) で、トニー賞のミュージカル主演女優賞を受賞している。2度の結婚歴と離婚歴があり、その一人はローレンス・オリヴィエである。
演劇学校を辞めた後の1934年〜35年に4本の映画に出演し、その後舞台『美德の仮面』で映画プロデューサーのアレクサンダー・コルダに認められ、1937年の映画『無敵艦隊』に出演した。映画女優として有名となった後も活動の主軸を舞台におき、30年にわたる舞台女優としての活動で幅広い役柄を演じた。ノエル・カワードやジョージ・バーナード・ショウらの戯曲をはじめ、『ハムレット』におけるオフィーリア、『アントニーとクレオパトラ』のクレオパトラ、『ロミオとジュリエット』のジュリエット、『マクベス』のマクベス夫人や、ジャン・アヌイがソフォクレスの「アンティゴネ」を翻案したアンチゴーヌなどを演じた。
当時の一般大衆からはイギリスの名優ローレンス・オリヴィエの2度目の妻としての印象を強くもたれていた。オリヴィエとは多くの舞台作品で共演し、映画作品でも3度共演している。結婚生活は1940年から1960年まで続いたが、そのころから徐々に双極性障害に悩まされるようになり、女優としての仕事量の減少を経験した時期もあった。また、1940年代半ばごろからは慢性の結核の発作に見まわれるようになり、最終的にはこの慢性結核で死去している。
1999年にアメリカン・フィルム・インスティチュートが発表した「映画スターベスト100」では女優部門の16位に選ばれた。日本では、2000年の「キネマ旬報20世紀の映画スター」の外国女優で4位に選ばれている。

## 生涯

### 前半生
リーは1913年11月5日に、イギリス領インド帝国ダージリンのセント・ポール・スクールの寄宿舎で生まれた。東インド会社が解散し英国王室が支配するインドに10代で乗り込み、最初は小間使いから始め、株式ブローカーとして財産をつくることに成功した新興成金の父親アーネスト・ハートリーと母の代からインドに住まう母親のガートルード・メアリ・フランセスとの間に生まれた一人娘で、ヴィヴィアン・メアリ・ハートリーと名づけられた。アーネストとガートルードは1912年にロンドンのケンジントンで結婚し、その後イギリス領インド帝国に駐留していた。
近年、リーの先祖の起源についての憶測が飛び交っている。リーの伝記作家ヒューゴー・ヴィッカーズは、母親のガートルードがアルメニア人かインド人の血をひいているかもしれないと明かし、それがリーの持つ「暗い東洋の美しさ」の説明になるだろうと書いている。
1917年にアーネストはバンガロールへの転属を命じられたが、妻ガートルードと幼いヴィヴィアンをウダカマンダラムに残したままの単身赴任だった。ヴィヴィアンは3歳のときに母親が加入していた素人劇団の舞台に立ち、イギリス童謡の「ちっちゃな羊飼い』 (Little Bo Peep) を歌っている。ガートルードはヴィヴィアンに文学の教養を身につけさせようとして、アンデルセン、ルイス・キャロル、ラドヤード・キップリングといった作家たちの子供向け文学作品だけでなく、ギリシア神話やインドの民間伝承なども読み聞かせていた。6歳のときにヴィヴィアンは母ガートルードの意向でインドを離れて、それまで通っていたダージリンの学校からロンドン南西部ワンズワース区ローハンプトン (Roehampton) にあったカトリック女子修道院付属学校（現在のウォルディンガム女学校 (Woldingham School) に転入した。この学校で知り合った友人に、後に女優となる2歳年上のモーリン・オサリヴァンがおり、ヴィヴィアンはオサリヴァンに「立派な女優」になりたいという夢を語っている。その後ヴィヴィアンは父アーネストのヨーロッパ旅行についていくかたちで修道院付属学校を退校した。ヴィヴィアンは父に従ってヨーロッパ各地の学校を転々とし、アーネストとヴィヴィアンがイギリスに戻ったのは1931年のことだった。そして、ロンドンのウエスト・エンドで上映されていた、すでに女優としてデビューしていたオサリヴァンが出演していた映画を観たヴィヴィアンは、両親に女優になりたいという望みを告げた。ヴィヴィアンの願いを聞いたアーネストは、ヴィヴィアンをロンドンの王立演劇学校へと入学させた。
ヴィヴィアンが13歳年上の法廷弁護士ハーバート・リー・ホルマンと出会ったのは1931年のことである。ハーバートは「役者」を嫌っていたが、1932年12月20日に2人は結婚し、ヴィヴィアンは王立演劇学校を退学した。そして1933年10月12日にヴィヴィアンは一人娘スーザンを出産した。数十年後にスーザンは結婚し、リーの孫となる子供を3人出産している。

### 女優としてのキャリア初期
ヴィヴィアンは友人たちの勧めで、1935年の映画作品『Things Are Looking Up』に出演し、この作品の端役で女優としてデビューした。ヴィヴィアンが契約していた代理人のジョン・グリッドンは「ヴィヴィアン・ホルマン (Vivian Holman) 」という名前が女優として相応しくないと考えた。グリッドンが考えた「エイプリル・モーン」という名前が気に入らなかったヴィヴィアンは、夫ハーバートのミドルネームの「リー」をラストネームに借用し、さらに自身のファーストネーム「ヴィヴィアン (Vivian )」の綴りの「a」を「e」に変更して「ヴィヴィアン・リー (Vivien Leigh)」という芸名を名乗ることを決めた。グリッドンはリーを映画女優として映画監督アレクサンダー・コルダに推薦したが、このときコルダはリーに将来性が欠けているとして出演を断っている。1935年に舞台作品『美徳の仮面 (The Mask of Virtue)』に出演したリーは高い評価を受け、複数のインタビューや新聞記事にとりあげられた。タブロイド紙『デイリー・エクスプレス』のインタビュー記事ではリーのことを「すばやくころころと変わる表情」と表現している。この記事が、後にリーの特徴となっていく「気まぐれ」に最初に言及した公的なコメントだといわれている。のちに桂冠詩人の称号を手にするイギリスの詩人ジョン・ベチェマンは「典型的なイングランドの少女」であるとリーのことを言い表している。以前に自身が監督する映画作品へのリーの出演を断ったコルダも、開幕初日にリーが出演する『美徳の仮面』を観劇した。そしてコルダは過去の過ちを認め、リーの映画出演契約書にサインした。『美徳の仮面』はヒットを続け、コルダの計らいで規模の大きな劇場で上演されることとなった。しかしながら当時のリーの声質は大規模な劇場に適しているとはいえなかった。リーの演技は十分に観客をひきつけることが出来ず、『美徳の仮面』は間もなく終演となってしまっている。
1960年にリーはこの当時のことを回想している。デビュー間もない自分が批評家たちから高く評価され、突然有名になったことに戸惑っており「私が優れた女優だなどと無責任なことをいう批評家もいました。なんと無責任で不道徳ともいえる発言でしょう。当時の私にとってそういった言葉がどれだけ重荷で負担になったことか。耐えられませんでした。このような最初の評価になんとか応えられるようになるまで、何年もかかったのです。ほんとうに馬鹿げた話です。今でもそのときの批評家をはっきりと覚えていますし、生涯許すことはないでしょう」と語っている。

### ローレンス・オリヴィエとの出会い

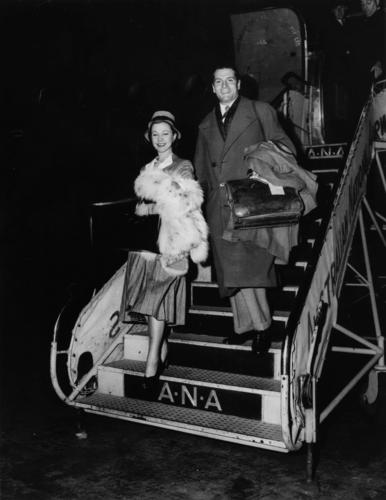
1948年に行われたオーストラリア公演でブリスベンの空港へ降り立つリーとオリヴィエ。

『美徳の仮面』でリーを観たイギリスの俳優ローレンス・オリヴィエはリーの演技を賞賛し、それから2人の交友が始まった。オリヴィエとリーは、初めての共演となる1937年の映画『無敵艦隊』で恋人同士を演じた。当時のリーはハーバートと結婚しており、オリヴィエも女優ジル・エズモンドと結婚していたが、オリヴィエとリーは不倫関係に陥っていった。この当時のリーはマーガレット・ミッチェルの小説『風と共に去りぬ』を読んでおり、この小説の映画化を企画していたプロデューサーのデヴィッド・O・セルズニックにアメリカの代理人を通じて面会を求めている。リーはマスコミに「スカーレット・オハラを演じたい」と公言していた。イギリスの新聞「オブザーバー」の映画評論家キャロライン・アリス・レジュネは、当時リーが「（オリヴィエは）レット・バトラーを演じないでしょうけれど、私はスカーレット・オハラを演じることになるわ。見ていてくださいな」と言い放ったことに「皆が愕然とした」と振り返っている。
1937年にリーとオリヴィエは、デンマークのヘルシンゲルで上演される『ハムレット』で共演した。ロンドンのオールド・ヴィック・シアターが企画したこのシェイクスピア原作の舞台劇でリーはオフィーリアを演じた。後にオリヴィエはこのときの上演で、舞台に登場する前のリーが「気まぐれ」で起こした事件を回想している。何も怒らせるようなことをしていないにもかかわらず、リーがオリヴィエに向かって怒鳴りだし、突然黙り込んだと思ったら虚空を見つめだしたことがあった。しかしながらリーは翌日には何も覚えておらず、いつもどおりに何事もなく舞台を務めあげたという。オリヴィエにとって、この出来事がリーの突拍子もない言動を目にした最初の経験となった。
リーとオリヴィエは同棲をはじめたが、どちらの配偶者も離婚を拒否した。当時の道徳的見地からの非難を恐れて、映画会社は2人の関係を大衆には隠し通そうとした。私生活では問題をはらんでいたリーだったが、女優としては1938年の映画『響け凱歌』に出演し、ロバート・テイラー、ライオネル・バリモア、モーリン・オサリヴァンと共演している。この『響け凱歌』はリーの出演作品としては最初にアメリカで注目を集めた映画となった。この作品の撮影中にリーは、扱いが難しく理不尽だと囁かれるようになった。コルダはリーの代理人に対し、リーの言動が改まらないのであれば契約を更新しないと警告している。予定されていたリーの次回作は、コルダと親交があったチャールズ・ロートンが製作と主演を担当する、1938年の映画『セント・マーティンの小径』のヒロインであるリビー役だった。

### 『風と共に去りぬ』

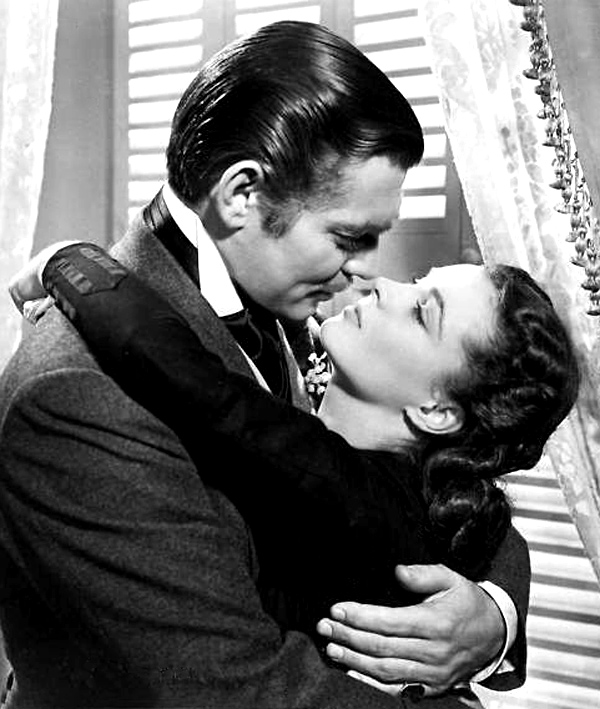
『風と共に去りぬ』（1939年）。相手役のレット・バトラーはクラーク・ゲーブルが演じた。

1930年代終わりごろのハリウッドは、デヴィッド・O・セルズニックが製作を決定していた映画『風と共に去りぬ』の主役スカーレット・オハラを演じる女優候補を広く募集していた。リーのアメリカ側での代理人は、セルズニックの兄マイロンが経営する代理店のロンドン支社だった。1938年2月にリーは、自身がスカーレット役に選ばれる可能性があるかどうかをセルズニックに打診している。セルズニックはリーが出演した『無敵艦隊』と『響け凱歌』を同月に確認し、リーがスカーレット役に相応しいかも知れないと考えたが、「あまりにイギリス的」だったと感じたため、リーにはスカーレット役は無理だろうと判断した。しかしながらリーは、当時アメリカで映画撮影を行っていたオリヴィエを頼ってロサンゼルスへと向かい、自分こそがスカーレットだということをセルズニックに納得させようとした。リーと面会した、セルズニックの兄でオリヴィエの代理人も務めていたマイロン・セルズニックは、弟がスカーレット役の女優に求めている資質をリーが持っているのではないかという印象を受けた。ハリウッドに伝わる伝説に、スカーレット役不在のままアトランタ炎上シーンを撮影していた現場にマイロンがリーとオリヴィエを連れて行き、セルズニックにリーを紹介して「よう天才、お前のスカーレットに会わせてやるぜ」と嘯いたというものがある。いずれにせよ、セルズニックはスクリーンテストを行い、リーがカメラの前で台本を読んで見せた。リーに満足したセルズニックは妻に宛てて「彼女（リー）がスカーレット役の大穴だ。見た目も全く申し分ない。まだ誰にも言ってない、お前だけだ。（スカーレット役は）ポーレット・ゴダード、ジーン・アーサー、ジョーン・ベネット、そしてヴィヴィアン・リーに絞られた」という手紙を書いている。『風と共に去りぬ』の監督を当初任されていたジョージ・キューカーもスカーレット役にリーを抜擢することに賛同し、リーのことを「信じられないくらいに野生的だ」と評価した。そしてリーがスカーレットを演じることが正式に決定された。
『風と共に去りぬ』の撮影現場はリーにとって辛いものだった。監督のキューカーが更迭されて、代わりにヴィクター・フレミングが監督となったが、リーはフレミングとしょっちゅう仲違いを起こしていた。リーと、メラニー・ハミルトン役を演じるオリヴィア・デ・ハヴィランドは夜にこっそりと前監督のキューカーと会っており、毎週末にはキューカーから演技指導も受けていた。リーはレット・バトラー役のクラーク・ゲーブルとその妻の女優キャロル・ロンバード、デ・ハヴィランドと仲良くなっていったが、スカーレットが感情的になるシーンが多かったアシュレイ・ウィルクス役のレスリー・ハワードとは、撮影現場でも実際に激しく衝突していた。週7日間拘束されることもあったうえに撮影が夜中までかかることも珍しくなく、このような状況下でリーは疲労を重ねていった。リーはオリヴィエが恋しくなり、ニューヨークで仕事をしていたオリヴィエに長距離電話をかけて「あなた、あなた、もう演技にはうんざり！もうイヤ、イヤ、二度と映画になんか出たくない！」と愚痴をこぼしている。
2006年に出版されたオリヴィエの伝記で、『風と共に去りぬ』撮影中のリーの躁病じみた言動への苦情に対して、オリヴィア・デ・ハヴィランドがリーを弁護していたという記述がある。「ヴィヴィアンは非の打ち所がないプロフェッショナルで、『風と共に去りぬ』では完全に自己管理が出来ていました。ただし、あのときの彼女には二つの大きな悩みがあったのです。一つは（スカーレットという）きわめて難しい役を完璧に演じなければならないこと、そしてもう一つはニューヨークにいたラリー（ローレンス・オリヴィエの愛称）と離れ離れになっていたことです」とデ・ハヴィランドは語っている。
『風と共に去りぬ』は公開直後から注目され、主役のスカーレットを演じたリーは絶賛された。しかしながらリーは「私は映画スターではなく女優です。映画スター、そう映画スターなどというのは嘘だらけの暮らしでしょう。偽りの価値観と虚栄のための生き方です。（それに比べて）女優は人生すべてを費やすに値する仕事であり、いつだって素晴らしく重要な役割なのです」と語っている。『風と共に去りぬ』は作品賞をはじめ10部門でアカデミー賞を受賞し、リーも主演女優賞を受賞した。さらにリーはニューヨーク映画批評家協会賞の主演女優賞も受賞している。

### ローレンス・オリヴィエとの結婚

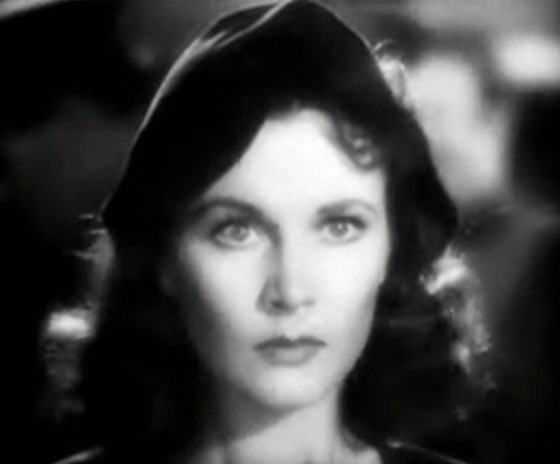
『哀愁』（1940年）で踊り子マイラ・レスター役を演じたリー。

1940年2月になって、オリヴィエの妻ジル・エズモンドとリーの夫ホルマンはどちらも離婚に合意した。ただし、両人共にリーとの深い交友関係はその後も生涯続いている。オリヴィエの息子タルキンの親権は母親のエズモンドが、リーの娘スーザンの親権は父親のホルマンがそれぞれ得ている。1940年8月31日にオリヴィエとリーはカリフォルニア州サンタバーバラの高級ホテルであるサン・イシドロ・ランチ (San Ysidro Ranch) で結婚した。結婚式には立会人として女優キャサリン・ヘプバーンと劇作家ガーソン・ケニンの2人しか招かれていない。結婚したリーはオリヴィエとの共演を望み、オリヴィエが主役の一人を演じることになっていたアルフレッド・ヒッチコックの監督作品『レベッカ』のスクリーンテストを受けた。しかしながら、スクリーンテストを確認したプロデューサーのセルズニックは「彼女（リー）には、誠実さ、若々しさ、純真さが欠けていると感じる」と判断し、監督ヒッチコックやリーの恩師ジョージ・キューカーもこの判断を支持した。
セルズニックは、オリヴィエの出演が決まるまでリーが『レベッカ』に興味を示していなかったと考えており、主役の「わたし」にはジョーン・フォンテインを選んだ。さらにセルズニックは、リーがオリヴィエとの共演を望んだ『高慢と偏見』でも、リーではなくグリア・ガースンを起用した。また、1940年の映画『哀愁』はリーとオリヴィエの共演が予定されていたが、セルズニックはオリヴィエを外して、メトロ・ゴールドウィン・メイヤーの看板スターで、当時人気絶頂だったロバート・テイラーを起用している。この映画にかけられた莫大な宣伝費用は主役を演じたリーのハリウッドでの地位を示すもので、『哀愁』は観客からも批評家たちからも高評価を得た。
結婚後、映画での共演はなかなか果たせなかったリーとオリヴィエだが、舞台ではブロードウェイで1940年5月に上演された『ロミオとジュリエット』で共演している。しかしながらこの作品に対する評価は散々なものだった。『ニューヨーク・プレス』紙は、リーとオリヴィエの関係が不倫から始まったことを指摘し、母国イギリスが第二次世界大戦を戦っている最中であるにもかかわらず2人がイギリスに戻って戦争に協力しないことに対する道徳心の欠如を疑問視する記事を掲載している。『ニューヨーク・タイムズ』の映画評論家ブルックス・アトキンソンは「リーとオリヴィエの容姿は端麗かもしれないが、演技は全くなっていない」と批判している。2人に対する非難はほとんどがオリヴィエの演技や演出に対するものだったが、バーナード・グラバニーのように「リーの発声は薄っぺらく、店の売り子並みの質しかない」とリーを酷評する批評家もいた。「2人はこの舞台（『ロミオとジュリエット』）にほとんど全財産をつぎ込んだために、破産寸前となってしまった」ともいわれている。
1941年の映画『美女ありき』で、オリヴィエはイギリス海軍提督ホレーショ・ネルソン役、リーはその愛人エマ・ハミルトン役として共演した。当時のアメリカはいまだ第二次世界大戦には参戦しておらず、この『美女ありき』は当時ドイツに対して苦戦を続けていたイギリスに対するアメリカの大衆の関心を惹く目的で製作されたハリウッド映画の一つだった。『美女ありき』はアメリカでヒットし、ソビエト連邦でも非常に大きな成功を収めた。当時のイギリス首相ウィンストン・チャーチルは『美女ありき』の上映会を企画し、アメリカ大統領フランクリン・ルーズベルトら厳選した招待客に向かって「みなさん、この映画を楽しんでいただけることと思います。この映画は、現在あなたたちが直面している大きな出来事ととてもよく似ていますから」とスピーチしている。チャーチルはオリヴィエのことを気に入っており、生涯を通じて夕食に招待したり、行事への参加を依頼したりする間柄だった。チャーチルはリーのことも「本当に彼女は素晴らしい」と評していた。
その後オリヴィエはイギリスに戻り、リーは単独で1943年に北アフリカのイギリス軍を慰問した。北アフリカ各地を回ったが、その後しばらくしてから咳と発熱のために慰問の中断を余儀なくされている。1944年にリーは左肺が結核に罹患していると診断され、数週間の入院生活を送った。『シーザーとクレオパトラ』（1945年）の撮影中に妊娠していることが判明したが、このときリーは流産してしまった。流産にひどく落ち込んだリーは自身が泣き疲れ果てて床に崩れ落ちるまで、オリヴィエに怒鳴り散らし、殴りかかった。これが、その後リーが長く苦しむことになる双極性障害の最初の大きな発作となった。リーは非常に深く落ち込んだかと思うと、数日間は異常なまでに活動的になった。落ち込んでいるときのことは何も覚えておらず、リーはそんな自分にひどい困惑を感じていたといわれている。

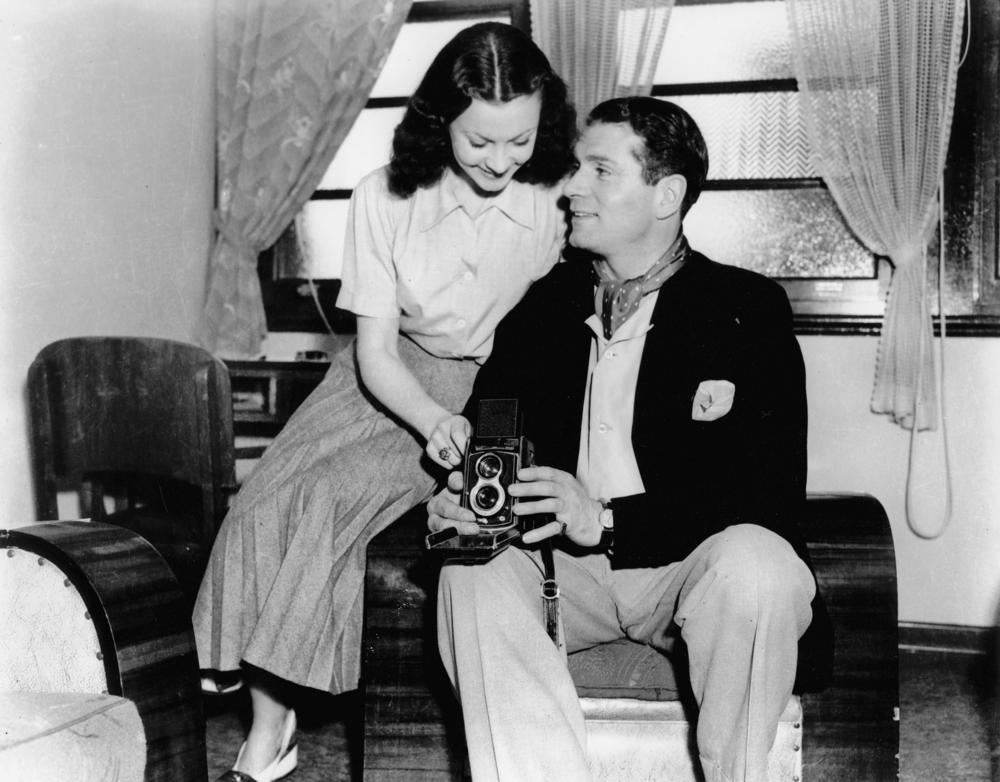
オーストラリア滞在中のリーとオリヴィエ。1948年6月。

1946年には演技が出来るまでにリーの病状が回復した。劇作家ソーントン・ワイルダー原作の戯曲『危機一髪』 (The Skin of Our Teeth) は好評だったが、この前後の時期にリーが出演した『シーザーとクレオパトラ』（1945年）と『アンナ・カレニナ』（1948年）は大きな成功を収めたとはいえない。
1947年にオリヴィエがナイト爵を受け、バッキンガム宮殿で開催された叙任式にはリーとオリヴィエの2人で出席した。リーもナイト爵士夫人として「レディ」の称号を許された。後に2人は離婚しているが慣例に従ってリーに「レディ」の称号は残されており、リーは公式の場ではヴィヴィアン・レディ・オリヴィエとして知られるようになっている。
1948年ごろにはオリヴィエがオールド・ヴィック・シアターの重役の一人となり、劇場の運営資金を得るためにオーストラリアとニュージーランド各地で6カ月間にわたる巡業を開始した。オリヴィエはシェイクスピアの戯曲『リチャード三世』で主役を演じたほか、リチャード・ブリンズリー・シェリダンの戯曲『悪口学校』や『危機一髪』ではリーと共演で舞台をつとている。この巡業は非常に大きな成功を収めた。巡業中のリーは不眠症に悩まされており、体調が悪かったときには1週間代役が立てられたこともあったが、自身に任せられた役割はなんとかこなしていた。オリヴィエはリーの「マスコミを魅了する」能力に賛辞をよせている。ただし、この巡業に参加した団員たちが当時のことを振り返り、リーとオリヴィエの間には何度か諍いがあり、ニュージーランドのクライストチャーチでの上演でリーが舞台に上がることを拒否した事件がとくに印象的だったと語っている。このときオリヴィエはリーの顔を平手打ちし、リーもオリヴィエに平手打ちを返した。そして最終的にリーがステージに上がる直前までオリヴィエに毒舌を浴びせ続けた。巡業の終わりごろには両者共に消耗しきっており、体調を崩していた。オリヴィエはマスコミに対して「知らないかもしれないけれど、今あなたは歩く死人2人に話しかけているんだよ」と語りかけている。後にオリヴィエは、オーストラリアで「ヴィヴィアンを失った」とコメントしている。
オーストラリアとニュージーランドでの巡業公演の大成功に気をよくしたオリヴィエは、ロンドンのウエスト・エンドにおけるリーとの初の舞台共演を行った。このときの演目は、それまで共演した作品のほかに古代ギリシアの悲劇作家ソフォクレスの『アンティゴネー』も上演されている。これはリーが悲劇を演じたいと希望したためでもあった。

### 『欲望という名の電車』

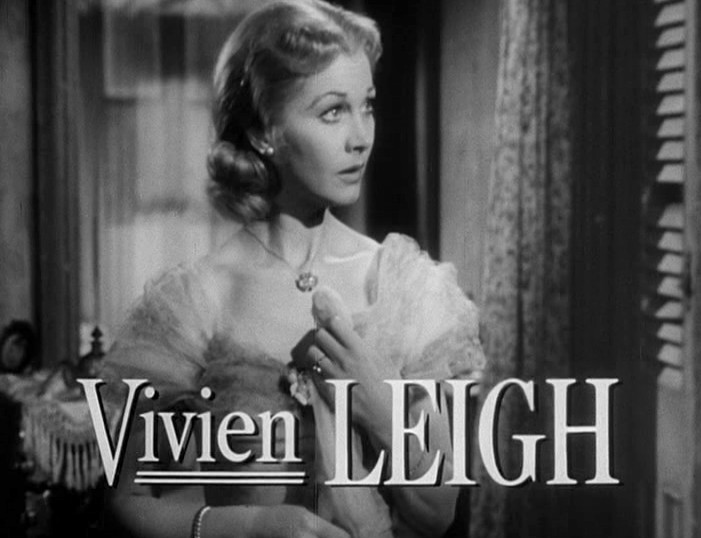
『欲望という名の電車』（1951年）の宣伝フィルム。リーは主役のブランチ・デュボアを演じた。

リーは、テネシー・ウィリアムズが書き、ウエスト・エンドで上演されることになっていた戯曲『欲望という名の電車』の主役ブランチ・デュボア役を欲した。原作者のウィリアムズと舞台プロデューサーのアイリーン・メイヤー・セルズニックは、リーが出演した舞台『悪口学校』と『アンティゴネー』を観て、リーをブランチ・デュボア役に起用することを決めた。さらにオリヴィエも舞台監督として『欲望という名の電車』に参加することが決まった。陵辱シーンがあり、さらに乱交、同性愛への言及といった刺激的な内容を持つこの作品は大きな論争の的となり、マスコミもこの役を演じることがリーの精神状態を悪化させるのではないかと懸念していた。しかしながらリーはこのブランチ・デュボアは自身のキャリアにおいて非常に重要な役どころとなると固く信じていた。
ウエスト・エンドでの舞台劇『欲望という名の電車』は1949年に開幕した。劇作家J・B・プリーストリーはこの作品自体とリーの演技を激しく非難している。また、以前からリーの舞台を酷評することが多かった演劇評論家ケネス・タイナンも、リーはひどいミスキャストであり、その理由として「このような（荒々しく粗野な）感情を舞台で表現するには、イギリス人俳優は上品に過ぎる」とコメントしている。オリヴィエとリーは、この作品が好色で扇情的な舞台になるに違いないと考えた観客が大量に詰め掛け、その結果として興行収入が上がったことについて遺憾の意を示している。しかしながらこの作品には熱心な支持者も多く、ノエル・カワードはリーのことを「最高だ」と評している。
ウエスト・エンドでの舞台『欲望という名の電車』は326回に及ぶ公演を重ねて幕を閉じ、その後すぐに映画化が決まった『欲望という名の電車』へのリーの出演が決まった。リーの傲岸さと、ときに下品なユーモアセンスを気に入った共演者のマーロン・ブランドとの仲は良好だったが、リーのことを一流の女優だとは認めていなかった監督のエリア・カザンとの関係はぎくしゃくしていた。後に「彼女（リー）の才能は微々たるものだった」とコメントしたこともあるカザンだったが、撮影が進むにつれてリーが「自身が知るどの女優よりも優れた演技を見せると固く心に決めた。彼女（リー）はもし演技に必要であれば、砕けたガラスの上に這いつくばる覚悟だった」と「大いなる賞賛」を与えている。それでもリーはこの映画のブランチ・デュボア役を演じることに疲れ果てており、『ロサンゼルス・タイムズ』紙に「私は劇場で9カ月間ブランチ・デュボアを演じていました。それが今では彼女（ブランチ）が私を牛耳っています」と語っている。この作品の撮影中はオリヴィエもリーと共にハリウッドに滞在しており、ウィリアム・ワイラー監督作品『黄昏』に出演し、ジェニファー・ジョーンズと共演している。
映画版『欲望という名の電車』は高く評価され、リーは2度目となるアカデミー主演女優賞と英国アカデミー最優秀英国女優賞、ニューヨーク映画批評家協会主演女優賞を受賞した。原作者テネシー・ウィリアムスはリーがブランチ・デュボアに「私が意図したあらゆるもの、そして私が夢にも思わなかった多くのもの」をもたらしてくれたと感謝を表しているが、後年にリーはブランチ・デュボアを演じたことは「倒れそうで、気が狂わんばかりだった」と振り返っている。

### 病気との闘い
1951年にリーとオリヴィエはシェイクスピアの戯曲『アントニーとクレオパトラ』とバーナード・ショーの戯曲『シーザーとクレオパトラ』で共演し、リーはどちらの作品でもクレオパトラを演じた。日替わりで上演された両作品は好評を博した。リーとオリヴィエはこれらの舞台をニューヨークでも上演することを決め、1952年のシーズンにブロードウェイのジークフェルド・シアター (Ziegfeld Theatre) で開幕した。ニューヨークでの公演もおおむね好評だったが、評論家ケネス・タイナンは、リーが二流の才能しか持っていないせいで、オリヴィエの才能まで貶められてしまっていると激しく非難した。タイナンの痛烈な批判はリーの精神状態に大きな傷を与えた。リーは失敗に怯え、素晴らしい演技をすることだけに汲々となってしまった。リーはタイナンの批判のみを思い悩み、他の批評家からの好意的な評価は頭から消え去っていた。
1953年1月にリーは、ピーター・フィンチと共演する『巨象の道』の撮影のためにセイロンを訪れた。しかしながら、撮影開始後間もなくしてリーが神経症の発作を起こしたために、製作会社のパラマウント映画はリーを降板させ、代役にエリザベス・テイラーを起用した。オリヴィエはイギリスの自宅にリーを連れ戻したが、リーの精神状態は混乱しており、オリヴィエに向かってフィンチが好きになった、肉体関係を持ってしまったと繰り返した。その後、リーの状態は数カ月をかけて徐々にではあるが安定していったとはいえ、『巨象の道』の降板を巡る一連の騒動のためにオリヴィエの友人たちがリーが問題を抱えていることを知った。デヴィッド・ニーヴンはリーが「完全に、本当に完全に狂っていた」と語り、ノエル・カワードは日記に「事態は最悪だ。（リーは）1948年あたりからどんどんおかしくなっていった」と驚きをもって記している。リーとフィンチの不倫は1948年に始まり、波はあったが数年間関係が続いていた。そしてリーの精神状態の悪化によって自然消滅していた。

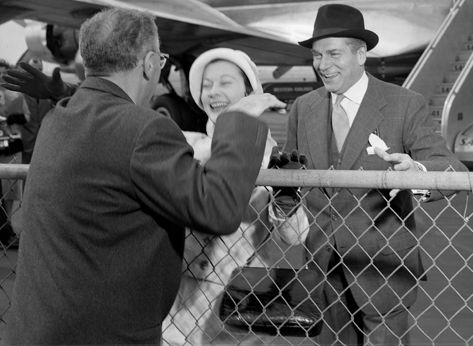
ロサンゼルスの空港で、映画監督ジョージ・キューカーに出迎えられたリーとオリヴィエ。1957年2月撮影。

1953年にはリーの精神状態は安定し、舞台作品『眠りの森の王子』 (The Sleeping Prince) でオリヴィエと共演した。1955年のシーズンには2人でストラトフォード＝アポン＝エイヴォンでシェイクスピアの戯曲『十二夜』、『マクベス』、『タイタス・アンドロニカス』に出演している。どの公演も満員になり高い評価を得て、リーの精神状態も安定しているように見えていた。『十二夜』の舞台監督ジョン・ギールグッドは当時「……たぶん、私はこの舞台を成功させることが出来るのだろう。彼（オリヴィエ）が可愛い奥方（リー）－ 彼女は彼よりも聡明だが、生まれながらの女優というわけではない － の小心さと精神の安定に気を配ってくれるのであればだが。彼はあまりに自信満々だが……、彼女は何事に対してもまったく自信が持てていない。演技が過剰でないかどうかを恐れ、行き過ぎたともいえる準備なしには何もできないと思い込んでいる」と記している。リーは1955年にアナトール・リトヴァクが監督する映画作品『愛情は深い海のごとく』に出演した。この作品の共演者ケネス・モアは、撮影の間中リーとの相性の悪さを感じていた。
1956年にリーは、ノエル・カワードの戯曲『サウス・シー・バブル』 (South Sea Bubble) の主役を演じる予定だったが、妊娠していることが判明して役を降板した。折しもオリヴィエが『王子と踊り子』で共演するマリリン・モンローをロンドンのヒースロー空港で夫婦そろって出迎えた際に発表されたため、リーの虚言ではないかと一部で囁かれた。リーは身重の体でスタジオに顔を見せていたが、数週間後に流産し、数ヶ月にわたる鬱期に入ってしまった。リーはヨーロッパ各地で『タイタス・アンドロニカス』を巡業上演するオリヴィエと合流したが、この巡業はオリヴィエや一座の団員に対する、リーの絶え間ない暴言のために悲惨なものとなった。一座はロンドンへと戻り、いまだリーに大きな影響力を持っていた前夫ホルマンが、リーが落ち着くまでオリヴィエに協力して面倒を見た。
1958年にはリーとオリヴィエの結婚生活は破綻していた。リーは自身の精神状態を理解していた俳優ジョン・メリヴェールと関係を持つようになり、メリヴェールもリーの面倒を見ていくことをオリヴィエに約束した。1959年にリーはノエル・カワードの喜劇『Look After Lulu』に出演し、高く評価された。タイムズ紙はリーを「美しく、快いまでに無愛想だ。彼女はどの場面でも女王のように舞台を支配していた」と評している。
1960年にリーとオリヴィエは正式に離婚した。その後まもなくオリヴィエは20歳以上年下の女優ジョーン・プロウライトと3度目の結婚をしている。オリヴィエの伝記作家は、オリヴィエがリーの病気のために何年も精神的に追い詰められていたとしている。「いつも彼女（リー）は躁鬱という不気味で恐ろしい怪物を飼っており、極めて危険で張り詰めた精神状態を繰り返していた。彼女は独特の抜け目のなさを備えていて、ほとんどの人間に対しては自分の精神状態をうまく隠していた。だけど私に対しては別だった。私が彼女に辛く当たることは考えてもいなかっただろうから」。

### 最晩年
メリヴェールはリーの精神状態に好影響を与えることができ、リーも安らいだ暮らしを送っていたが、アメリカのジャーナリストのラディ・ハリスに「ラリー（オリヴィエ）と一緒にいた時間はあっという間でしたけれど、彼のいない今の暮らしはなんと長く感じることでしょう」と漏らしている。リーの最初の夫であるホルマンも、かなりの時間をリーのために費やしていた。メリヴェールは、1961年7月から1962年5月にかけてオーストラリア、ニュージーランド、中南米を回るリーの巡業に同行している。相手役オリヴィエのいない舞台だったが、この巡業は好評価を得てリーを安心させた。相変わらず鬱の発作に悩まされていたとはいえリーは舞台活動を続け、1963年にはブロードウェイ・シアターで上演されたミュージカル『トヴァリッチ』 (Tovarich) で、ジャン・ピエール・オーモンらと共演しトニー賞のミュージカル主演女優賞を受賞した。映画作品では、1961年の『ローマの哀愁』、1965年の『愚か者の船』に出演している。
リーは1967年5月に、マイケル・レッドグレイヴと共演するエドワード・オールビーの戯曲『デリケート・バランス』 (A Delicate Balance) のために舞台稽古を開始したが、結核が再発してしまった。リーは数週間の休養をとって回復したかのようにみえた。1967年7月7日の夜にメリヴェールは舞台に出演するためにリーを残して自宅を出て、公演を終えたメリヴェールが帰宅した深夜にはすでにリーは寝室で眠りについていた。そして、およそ30分後に寝室に入ったメリヴェールが、床に崩れ落ちて死亡しているリーを発見した。リーはおそらくトイレに行こうとしてベッドから起き上がったときに死亡したとみられ、その肺には大量の血がたまっていた。メリヴェールは、前立腺癌の治療で近くの病院に入院していたオリヴィエに連絡をとった。すぐさまリーとメリヴェールの自宅へと向かったオリヴィエは、リーをベッドに横たえようとしているメリヴェールの姿を見たときに、その自叙伝で「このうえなく悲痛」な気持ちになったと記している。オリヴィエは「その場に立ち尽くし、かつて私たちの間で起こってしまった数々の諍いごとに対して許しを乞うた」。リーの公式死亡記録には7月8日と記載されているが、7月7日を死亡日としている資料もある。
リーはロンドンのゴルダーズ・グリーン (en:Golders Green Crematorium) で荼毘に付され、その遺灰はリーの希望でイングランド南東部にあたるイースト・サセックスのブラックボーイズ近くにあるティッカレジ・ミル湖に撒かれた。そして追悼式がロンドンのセント・マーティン＝イン＝ザ＝フィールズ教会 (St Martin-in-the-Fields) で挙行され、リーに捧げる追悼文を名優ジョン・ギールグッドが読み上げている。アメリカでも南カリフォルニア大学がリーを「南カリフォルニア大学図書館の擁護者」の最初の女優として顕彰し、出演した映画から集めたリーのフィルムを上映する追悼式を開いた。この追悼式にはジョージ・キューカーら、生前のリーとつながりのあった人々から言葉が寄せられた。

## 評価

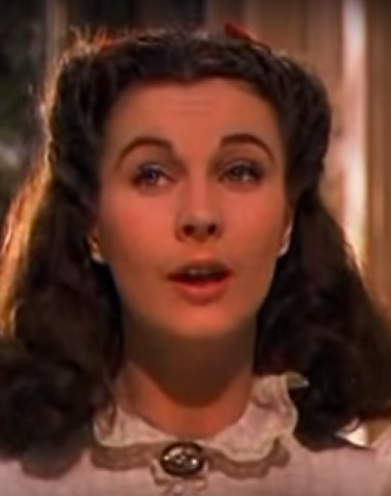
『風と共に去りぬ』（1939年）ではスカーレット・オハラを演じた。

リーは当時もっとも容貌が美しい女優の一人だとみなされており、監督たちはリーの美しさを強調するような作品を撮った。その美しさが逆に真剣な演技の妨げになるのではないかと尋ねられたリーは、「そのようなことはまったくの筋違いであって、あなたは演技がどういうものかをおそらく分かっていないのでしょう。私は演技を真剣に考えています。もし自分とは似ても似つかない役を演じることになって、その役柄に相応しい容貌になりたいと望むことでもあれば、美貌が不利な条件となることがあるかも知れません」と応えている。
映画監督のジョージ・キューカーは「完璧な女優。美しさが邪魔をしているくらい」とリーを評し、ローレンス・オリヴィエは「彼女（リー）を女優として正当に評価すべきだ。彼女が持つあまりの美しさのせいで批評家たちの判断はすっかり歪められてしまっている」と批評家たちに苦言を呈している。劇作家ガーソン・ケニンも同様の考えを持っており、リーのことを「あまりに美しく魅力的な女性は、女優として圧倒的な成果を挙げたとしても目立たなくなってしまう。とてつもない美貌を持つ女優が役者として大成することは滅多にない。美しい女優はそれだけで売り物になるからだ。だがヴィヴィアンは違う。意欲があって不屈の精神をもち、真剣に演技に取り組んでいる。見事なまでに素晴らしい」と表現している。
リーは「できる限りさまざまな役」を演じたいと考えており、自身の能力に対する不安感を払いのけるためにさまざまな研鑽を積んでいた。リーは演劇のなかで喜劇がもっとも難しいと信じていた。それはリーが、喜劇には極めて正確なタイミングでの演技とコメディに相応しい大げさな台詞回しが要求されると考えていたためだった。リーのキャリア後期では、ノエル・カワードの喜劇からシェイクスピアの悲劇まで幅広い役柄を演じきっている。リーは「人を笑わせるよりも泣かせることのほうが遥かに簡単」と考えていた。
リーはそのキャリア初期から母国イギリスでは高く評価されていたが、世界的にみると『風と共に去りぬ』の大ヒットまではほぼ無名の女優だった。1939年12月にニューヨーク・タイムズが「リーが演じるスカーレットの不条理な言動が、間接的にリーの演技力を見せつけたといえる。彼女はまさにこの役を演じるために生まれてきた女優であり、他の女優がこの役を演じることなど想像もできない」という記事を掲せている。リーの人気は高くなっていき、スカーレットに扮したリーの写真がタイムズの表紙を飾っている。映画批評家アンドリュー・サリスは、1969年に『風と共に去りぬ』の成功はリーをスカーレット役に抜擢するという「素晴らしい配役」によるところが大きいとしており、1998年にも「彼女（リー）は我々の心の中に生き続けている。動かない存在としてではなく、生き生きとして活力に満ちた女優として我々の記憶に残っている」と記している。アメリカの映画批評家レナード・マーティンは1998年に、『風と共に去りぬ』は映画史上もっとも素晴らしい作品の一つであり、リーが「この上ない演技」でスカーレットを演じたと評している。
リーが舞台版の『欲望という名の電車』でみせた演技は、イギリスの作家フィリス・ハートノールが「これまでのリーの演技のなかでも、女優としてのもっとも優れた力量を見せつけた」とし、リーがイギリスの劇場にもっとも相応しい女優の一人であったことが、長きにわたって語り継がれるだろうと評価している。アメリカの映画批評家ポーリン・ケイルは、リーが舞台版に続いて主役を演じた映画版の『欲望という名の電車』でのリーとマーロン・ブランドの演技を「これまで上映された映画の中でもっとも素晴らしい」とし、リーについて「心の底からの恐怖心と哀れみをかきたてる稀に見る演技」だったとしている。
ケネス・タイナンは、1955年の舞台作品『タイタス・アンドロニカス』でオリヴィエ演じるタイタス・アンドロニカスの娘役ラヴィニアを演じたリーの演技を酷評し「夫を殺されてその死体の上で陵辱されると知らされたときのラヴィニア（リー）の表情は、（夫の死体の上で陵辱されるのではなく）発泡ゴムの上にしてくれないかしらと軽く苛立っているようなものだ」とコメントした。タイナンは1955年の舞台作品『マクベス』でマクベス夫人役を演じたリーの役に対する解釈を否定的に評価した批評家の一人で、リーの演技が貧弱であり、レディ・マクベス役に必要な激情に欠けていると評した。しかしながらタイナンはリーの死後に、批評家としてのキャリア初期の自分の批評が「あまりにもひどい間違いだった」と前言を撤回している。タイナンは、リーのマクベス夫人役に対する解釈がマクベスを魅了する性的魅力にあふれたもので「それまで演じられていた傲慢で気性の激しいマクベス夫人よりも、より説得力を感じさせられる」と考えるようになっていった。リーの死後間もなくしてから演劇批評家たちを対象とした調査が行われ、複数の批評家がリーのマクベス夫人の演技を、舞台で成し遂げられたもっとも優れた演技だったと称している。
リーが死去して2年後の1969年に、「俳優たちの教会」として知られるロンドンのコヴェント・ガーデン広場にあるセント・ポール教会 (en:St Paul's, Covent Garden) に、リーを記念する飾り額が設置された。1985年にリーの切手が、アルフレッド・ヒッチコック、チャーリー・チャップリン、ピーター・セラーズ、デヴィッド・ニーヴンとともに、「イギリス映画年」の記念切手として発行された。また、2013年4月にもリーの生誕100周年のイギリスの記念切手が発行されている。王族以外の人物がイギリスの切手の図案に複数回採用されるのは稀なことだった。
1999年にロンドンの大英図書館が、ローレンス・オリヴィエが暮らしていた邸宅から紙の資料を買い取った。「ローレンス・オリヴィエ文書 (The Laurence Olivier Archive)」として知られるこのコレクションには、リーがオリヴィエに送った大量の手紙など、リーに関する記録も多く含まれている。また、リーの手紙、写真、契約書、日記などを、リーの娘であるスーザン・ファーリントンが保管している。1994年にオーストラリア国立図書館が、「L & V O」というイニシャルが入った写真アルバムを購入した。このアルバムはオリヴィエとリーの夫妻が所有していたと考えられており、1948年にオーストラリアを巡業したときの2人の写真573枚が収められていた。後にこのアルバムはオーストラリアの演劇の歴史的資料の一つとして扱われるようになった。2013年にヴィヴィアン・リーの書簡、日記、写真、解説が付けられた映画、舞台台本、そして生涯に獲得した多くの賞品などの一大コレクションを、ロンドンのヴィクトリア&アルバート博物館が購入している。

## 受賞
| 年度   | 賞 | 作品名                 |
| ------ | --- | ---------------------- |
| 1939年 | アカデミー賞 主演女優賞 （受賞） ニューヨーク映画批評家協会賞 主演女優賞（受賞） | 『風と共に去りぬ』     |
| 1951年 | アカデミー賞 主演女優賞 (受賞) 英国アカデミー賞 最優秀英国女優賞（受賞） ゴールデングローブ賞 ドラマ部門主演女優賞（ノミネート） ニューヨーク映画批評家協会賞 主演女優賞（受賞） ヴェネツィア国際映画祭 女優賞（受賞） | 『欲望という名の電車』 |
| 1963年 | トニー賞 ミュージカル主演女優賞（受賞） | 『トヴァリッチ』       |
| 1965年 | フィルム・デイリー紙 助演女優賞（受賞） | 『愚か者の船』         |
| 1999年 | AFI 映画スターベスト100 第16位 |                        |

## 出演作品

### 出演映画
| 公開年 | 邦題 原題                                   | 役名                              | 備考 |
| ------ | ------------------------------------------- | --------------------------------- | --- |
| 1935年 | 万事上向き Things Are Looking Up            | 女学生                            | 端役。クレジットなし。日本未公開。 英国でビデオのみ発売。 1934年作品と書かれている本もある。                           |
| 1935年 | 田舎紳士 The Village Squire                 | ローズ                            | リーは2作目にして主演女優 日本未公開。全世界でビデオ・DVD発売なし。                                                    |
| 1935年 | 紳士協定 Gentlemen's Agreement              | フィル・スタンリー                | リーは主演女優。日本未公開。 英国映画協会によればフィルムは現存していない。                                            |
| 1935年 | 見つめて笑え Look Up And Laugh              | マージョリー・ベルファー          | 脇役。日本未公開。日本ではビデオ・DVD発売なし。                                                                        |
| 1937年 | 無敵艦隊 Fire Over England                  | シンシア                          | 脇役。 |
| 1937年 | 間諜 Dark Journey                           | マドレーヌ・ゴダール              | |
| 1937年 | 茶碗の中の嵐 Storm in a Teacup              | ヴィクトリア・ガウ （ヴィッキー） | |
| 1938年 | 響け凱歌 A Yank at Oxford                   | エルザ                            | 脇役。『哀愁』のロバート・テイラーとの初共演。 日本ではビデオ・DVD発売なし。                                           |
| 1938年 | セント・マーティンの小径 St. Martins Lane   | リビー                            | 日本未公開。 |
| 1939年 | 風と共に去りぬ Gone with the Wind           | スカーレット・オハラ              | アカデミー主演女優賞 受賞 ニューヨーク映画批評家協会賞 主演女優賞 受賞 ナショナル・ボード・オブ・レビュー賞演技賞 受賞 |
| 1940年 | 21日間 Twenty-One Days                      | ワンダ                            | 1937年撮影。日本未公開。2003年1月5日にNHK衛星第2で放送。 日本ではビデオ・DVD発売なし。                                 |
| 1940年 | 哀愁 Waterloo Bridge                        | マイラ                            | |
| 1941年 | 美女ありき That Hamilton Woman              | エマ・ハミルトン                  | |
| 1945年 | シーザーとクレオパトラ Caesar and Cleopatra | クレオパトラ                      | |
| 1948年 | アンナ・カレニナ Anna Karenina              | アンナ・カレニナ                  | |
| 1951年 | 欲望という名の電車 A Streetcar Named Desire | ブランチ・デュボア                | アカデミー主演女優賞 受賞 ヴェネチア国際映画祭 女優賞 受賞 英国アカデミー賞 主演女優賞 受賞                            |
| 1955年 | 愛情は深い海のごとく The Deep Blue Sea      | ヘスター・コリヤー                | 全世界でビデオ・DVD発売なし。                                                                                          |
| 1961年 | ローマの哀愁 The Roman Spring of Mrs. Stone | カレン・ストーン                  | |
| 1965年 | 愚か者の船 Ship of fool                     | メアリー・ドレッドウェル          | フィルム・デイリー紙 助演女優賞 受賞                                                                                   |

### 主なインタビュー収録
- Small World：（ エドワード・R・マロー Edward Roscoe Murrow がホスト。サミュエル・ゴールドウィン Samuel Goldwyn ・ケン・タイナン Ken Tynan と共演 ）（1958年12月）

## 日本語関連文献
- 『ヴィヴィアン・リー：風と共に去りぬ』筈見有弘ほか編（シネアルバム17、芳賀書店、1973年）
- 『情熱の美女 ヴィヴィアン・リー』SCREEN特別編集（近代映画社、2005年）